# Ignacio González Bastida
Ignacio González Bastida (Vergara, Guipúzcoa, 1913 - Legazpia, Guipúzcoa, 2006) fue un músico español.

## Biografía
Nació en Vergara en 1913. Cursó sus estudios musicales con su padre Ignacio, director de la banda municipal de música y organista de la parroquia en Vergara. A los nueve años ingresó en la banda a la que perteneció hasta 1936. En mayo de 1940 fue nombrado director de la Banda Municipal de Elgóibar. En 1944 accedió por oposición a la plaza de subdirector de la Banda Municipal de Vitoria. En 1948 fue elegido director de la Banda Municipal de Villarreal de Urrechua hasta 1953, año en que es nombrado director adjunto de la Banda Municipal de Zumárraga. Fallece en Legazpia el año 2006.
Es autor de varias piezas para banda de txistu.

## Obras
- Agur nere maitiari = Adiós a mi cariño tx/tx/sb
- Jaya da tx/tx/sb/at
- San Juan txiky tx/tx

## Grabaciones
- Jaia da (Int.: Iparragirre Balderdi Musika Tailerra ; Urretxuko txistulari taldea ; dir. Jesus Castillejo) En: Urretxuko musikak. Villarreal de Urrechua: Ayuntamiento de Villarreal de Urrechua, 2007. Ref.: DAM57, Discos a Medida
- Kalez kale (Int.: Amara Berri Ikastetxeko danborrada)En: Danborradako soinuak. San Sebastián: Super Amara, 2012. Ref.: SPF-CPT-002, Spiff Corps